# Daniel Nilsson
Daniel Nilsson er en svensk sangskriver.
Deltager i Dansk Melodi Grand Prix 2009 med sangen "Someday" skrevet med Christina Schilling, Jonas Gladnikoff & Henrik Szabo.
"Someday" bliver sunget af den islandske stjernediva Hera Björk.